# 히트 (드라마)
《히트》(H.I.T : Homicide Investigation Team)는 2007년 3월 19일부터 2007년 5월 22일까지 방송되었던 MBC 월화 드라마로 ‘강력범죄수사대’라는 뜻의 제목으로 만들었다.
당초 《주몽》 후속 프로그램은 《하얀거탑》이었으나 《주몽》 연장으로 인해 MBC 주말 특별 기획 드라마로 편성되면서 《히트》가 후속 프로그램이 되었다.
강력반 여형사를 주인공으로 연쇄 살인 사건이 일어난다는 점에서 일본 드라마 《언페어》와 비슷하다는 의견이 나오기도 했다.

## 등장 인물

### 주요 인물
- 고현정 : 차수경 역

서울특별시 경찰청 산하 수사1팀 경위. 일주일에 평균 닷새는 집에 들어가지 못해 경찰청 내 숙소를 집 삼으며 머리는 늘 부스스하고, 발에는 무좀을 달고 사는 탓에 남자들도 기피하는 발가락 양말을 신고 있다. 14년 전 연쇄살인범 백수정을 추적하는 과정에서 자신이 10분이나 주저하는 바람에 애인 한상민을 살리지도 못하고 백수정을 쏘지도 못했던 것에 큰 죄책감을 가지고 있다. 배도건의 연쇄 살인 사건이 발생하면서 범인이 백수정이 아닌가 의심했으나 배도건은 신일영과 감방 동기였던 신창수와 만난 덕분에 신영일의 연새 살인 사건 전말에 대하여 전해 들은 것으로 밝혀진다. 다시금 연쇄살인이 시작되면서 그 범인이 14년 전 백수정(신일영)이라는 사실을 알아내고 끈질긴 추적 뒤 마침내 신일영을 제 손으로 쏘아 체포한다. 이로써 차수경 또한 트라우마를 완전히 극복해낸다. 작가진에 따르면 차수경은 짜증을 일로 푸는 성격이라고 한다.
- 하정우 : 김재윤 역 (아역 강수한)

현재 직위는 '조직범죄 및 이상범죄 특별수사본부'(히트팀) 강력부 신참 검사. 유복한 집안에서 태어나, 시험에 관해선 일생 동안 한번도 떨어져 본 적이 없는 수재이나 낙천적인 성격이다 못해 한량 같은 인물. 그래서 대학 졸업 후에도 취직하기 싫어서 공부한 것이 한두 가지가 아닐 정도로 많다. 결국은 사법연수원을 마치고 검사 시보를 끝낸 뒤 본의 아니게 히트팀에 들어갔다. 백수정의 최후 인질로 잡혀간다. 어린 시절의 유괴 기억으로 인해 신일영을 누구보다 이해하는 인물이 된다.
- 김정민 : 김영두 역

14년 전 백수정의 연쇄 살인 사건으로 동기이자 친구였던 한상민이 살해 당하면서 큰 충격을 받고 방황한다. 힘들어하는 차수경 순경을 강력계 형사로 거듭나는데 도움을 주었다. 11년 전 성폭행범 신창수가 차수경을 성추행하자 의도적으로 수갑을 채우지 않고 신창수가 도주하면 저격하려고 한 자신에게 큰 충격을 먹는다. 그 일로 스스로 경찰을 그만둔다. 이후 경찰청 근처 작은 선술집을 운영하고 있다. 차수경에 대해서는 죄책감과 함께 연민이 크다. 신일영의 모방 연쇄 살인 사건이 벌어지자 바로 친구 한상민의 말을 떠올리고 자신이 갖고 있던 당시 한상민 경장의 수사 일지를 정인희 박사와 김재윤 검사에게 건넨다.
- 윤지민 : 정인희 역

국립과학수사연구소 박사. 최면요법 의사. 서울특별시 경찰청 VICAT(이상범죄수사팀: Violent Crime Analysis Team)의 범죄분석관 중 한 명이기도 하다. 특수수사팀에 사건이 떨어지면 범죄를 분석해 놓고 용의자나 피해자에게 최면을 걸어 기억을 되살리기도 하고 거짓말 탐지기도 사용한다. 김재윤과는 어릴 때부터 집안끼리 알아 깊은 관계를 갖고 있는 20년 지기 친구 사이다. 14년 전 3세던 백수정의 사진을 통해 현재 몽타주를 그려내고 수사에 결정적인 박차를 가한다.

### 강력특별수사팀
- 최일화 : 장용하 역

수사 경력 25년의 최고참 베테랑이나 만년 경사이다. 현장에만 있다 보니 승진 시험 공부를 할 시간도 없었고 관심도 없었다. 다만 경사의 경우 사법 경찰관이 아닌 사법 경찰리로 수사 절차를 독자적으로 수행할 권한이 없기 때문에 경위가 되는 것이 꿈이었다. 일단 수사에 들어가면 경험도 많은 데다 워낙 머릿속에 입력돼있는 사건들이 많아 뛰어나다. 그러나 후반부, 자신의 딸이 독서실에서 백수정에게 인질로 잡힌 사건으로 차수경에게 책임을 추궁하는 것으로 보아 자신의 가족을 누구보다 소중히 하는 것으로 보인다.
- 마동석 : 남성식 역

항상 검은 색 마이에 라운드 티, 배바지에 르까프 운동화. 거대한 덩치에 짧게 세운 돌격머리. 우직한 성격에 도무지 말이 없다. 생긴 것과 안 어울리게 예쁜 수첩에 여고생 마냥 색연필과 싸인펜으로 수사 일지와 자신의 일기, 사소한 것까지 꼼꼼히 기록한다. 반장인 차수경 경위를 가장 잘 따르고 그녀의 말이면 한마디 불평도 없이 수행한다. 웬만한 범인은 그의 인상에 겁을 먹고, 그냥 수갑에 손을 내놓는 경우가 다반사고, 잠복근무에 들어가면, 한 순간도 놓치지 않고 전방을 응시하고, 길을 걷다 보면, 조폭들이 착각하고 와서 인사를 하는 일도 부지기수다. 현장에서 필요한 요원임에도 자신은 머리가 나빠, 사람들은 자신의 힘만 필요로 한다는 콤플렉스가 있지만 너무 착하고 말이 없어 그조차도 팀원들에게 얘기하지 않다가 결국 폭발한다. 남성식이 신일영과 대적한 뒤에 그의 압도적인 힘에 신일영이 어린 시절의 학대 기억을 떠올리고 울증으로 전환한다. 극단적 선택 욕구를 느낀 신일영이 리튬을 훔치고 그 흔적을 통해 H.I.T.팀은 신일영의 은닉처를 찾는데 도움을 받는다.
- 정동진 : 김일주 역

경찰대를 졸업했다. 원리원칙을 크게 중시하는 갑갑한 인물이었으나 장용하 형사와 부딪히고 H.I.T.팀을 통해 '현장의 맛'을 들이면서 융통성이 생겼다.
- 김정태 : 심종금 역

비리 형사로 경찰 내에서 유명하다. H.I.T.팀에서 물러난 후 내사부로 자리를 옮긴다.

### 경찰청 사람들
- 이영하 : 정택원 역 - 검경 합동 특별수사본부 총지휘자
- 손현주 : 조규원 역 (아역 박준목) - 히트팀 과장. 중간 관리자로서 애환을 느낌.
- 정선우 : 여순경 역 - 순경

### 사건별 주요 인물

#### 윤락 여성 연쇄 살인 사건
- 정경호 : 이해강 역

배도건에게 출장마사지사를 공급한다. 결혼을 약속한 여자친구가 배도건에게 살해 당했음을 안 순간 배도건에게 망치로 머리를 맞고 죽어가면서 배도건의 부산 밀항을 경찰청에 고발하여 그를 잡는데 일조하였다.
- 이찬영 : 배도건 역

신일영을 모방한 연쇄 살인범. 신일영과는 달리 ‘할렐루야’를 듣는 것이 큰 차이점이다. 신일영의 연쇄 살인을 모방하나 수사망이 좁혀오자 출장 마사지사 살해로 방향을 튼다. 사형 집행 전 차수경에게 신일영의 가위 그림을 건네준다. 실제 서울 윤락 여성 연쇄 살인 사건의 범인 유영철을 모티브로 하였다.

#### 연예 기획사 대형 마약 밀반입 사건
- 김병세 : 찰리 박 역 (특별출연) (5~9회)

홍콩에 거점을 둔 국제범죄조직 삼합회 한국지부 책임자. 삼합회의 자금으로 유령 기획사를 차리고 연습생들을 모집하여 화보를 핑계로 홍콩으로 밀입국시킨 뒤 마약을 몸속에 숨겨 들어오는 범죄 수법으로 경찰과 단속반의 눈을 피한다. 하지만 히트팀 장용화 형사의 딸이 연습생이 되면서 집요한 추적을 받게 된다. 홍콩에서 장용화 형사가 딸을 비롯하여 기획사 연습생들을 빼돌리자 그를 추적하지만, 장용화 형사의 뒤를 따라온 히트팀에게 추적 당하면서 심종금 형사의 활약으로 검거될 뻔 한다. 하지만 심 형사의 비리 사실을 알고 그와 거래를 하려고 하지만 거래현 장을 덮친 히트팀과 김재윤 검사의 활약으로 검찰에 체포당하게 된다.

#### 신창수 살인 사건
- 손일권 : 신창수 역

상습적 성폭행범으로 일명 '검정 마스크'라고 불렸다. 당시 차수경 순경을 성추행하다 이에 분노한 김영두 형사에게 총을 맞아 다리를 절게 되었다. 수감되었을 당시 신일영과 만나 '차수경'으로 인해 친해졌다. 신일영이 정신병원에서 퇴원하면서 본인의 얼굴을 아는 신창수를 죽인다. 이 살인이 1차 연쇄 살인 정광호 살해 사건의 모방이자 2차 연쇄 살인인 시초(스트레스 요인)가 된다.

#### 서울 동남부 연쇄 살인 사건
- 엄효섭 : 신일영(백수정) 역 (아역 여진구)

14년 전 연쇄 살인 사건과 한상민 경장을 살해한 범인. 이름 백수정은 당시 차수경이 덮친 여인숙 '동백장'과 유일한 유류품 ‘수정’ 담배에서 따온 것이다. 수정 담배는 당시 선원들이 즐겨 피웠다고 한다. 본명 신일영. 1970년생으로 어렸을 때부터 선원인 아버지에게 폭행을 당했고 어머니는 5세 때 집을 나가버린다. 기다리던 어머니는 결국 오지 않았고 이복동생 정광호의 뒤치닥거리에 불행한 모습을 보이자 정광호를 죽여버렸다. 이 사건은 신일영이 연쇄살인범으로 변화는 스트레스 요인이 된다. 조울증 환자로 조증일 때는 살인 욕구를 느끼고 울증일 때는 자살 욕구를 느낀다. 1993년 뇌진탕으로 사망한 아버지를 자신이 죽였다고 증언하고 존속 살해 혐의로 10년 형을 받으나 감형으로 9년을 복역한다. 출소 후 5년 동안 정신병원에 갇혀 있다가 퇴원하면서 자신의 얼굴을 아는 신창수를 죽이는 것으로 다시 연쇄 살인 사건을 일으켜 히트팀을 쥐락펴락한다. 그는 한상민을 내버려둔 차수경을 보면서 한상민을 자신으로, 차수경을 어머니로 대입하여 그녀에게 배신감을 느끼면서 복수하고자 결심한다. 언제나 살인 현장에는 헨델의 ‘울게 하소서’가 흐르는데 자신이 국민학교 6학년 때 엄마가 찾아왔고 그 때 양호실에서 흘러나왔던 노래였다고 한다. 복수심 때문에 계속 차수경에게 자신을 드러내게 되면서 추적 끝에 잡히게 된다.

### 그 외 인물
- 조경환 : 정도만 역 - 서울지방경찰청장
- 송귀현 : 강창선 역
- 오순태 : 김영두의 선술집 직원 역
- 전영빈 : 김정빈 역 - 김영두의 선술집 직원
- 서동균 : 김 기자 역
- 조달환 : 한 형사 역 - 강남서 강력4팀 형사
- 김주명 : 감식반 역
- 윤복성 : 감식반 역
- 박성균 : 경찰 역
- 신귀식 : 검찰총장 역
- 박혁민 : 심종금이 데리고 있는 전과자 역
- 김진형 : 심종금이 데리고 있는 전과자 역
- 이현직 : 심종금이 데리고 있는 전과자 역
- 김유라 : 가정부 역
- 권관오 : 경찰 역
- 오협 : 김재윤과 정인희와 친한 남자 역
- 박정우 : 버팔로를 수행하는 남자 역
- 이두경
- 한창현 : 김 형사 역 - 강남서 강력4팀 형사
- 송승용 : 이 형사 역 - 강남서 강력4팀 형사
- 이용직 : 윤칠성을 아는 남자 역
- 한정국 : 93년도 인천 동부 경찰서 강력2팀 반장 역
- 오정태 : 웨이터 역
- 윤서현 : 정만수 역
- 지상렬 : 강용필 역
- 윤선희 : 강도미수 피해자 역
- 한동환 : 정인주 역 - 자전거 도난신고한 백화점 실장
- 나경미 : 배도건의 전 부인 역
- 장정희 : 장용하의 부인 역
- 이승형 : 홍콩 영사관 직원 역
- 박유승
- 서혜린 : 김재윤의 어머니 역
- 지성근
- 윤영목 : 어린 김재윤을 유괴한 남자 역
- 박서연
- 이도형
- 서현진 : 장희진 역 - 장용하의 딸
- 이하은 : 장희진과 같이 연예기획사에 들어간 여고생 역
- 주민하 : 장희진과 같이 연예기획사에 들어간 여고생 역
- 김정민 : 장희진과 같이 연예기획사에 들어간 여고생 역
- 이지영 : 장희진과 같이 연예기획사에 들어간 여고생 역
- 박영지 : 차장검사 역
- 박승호 : 성용준 역 - YJ 파이낸스 대표
- 손선근 : 의사 역
- 이우진 : 조직 폭력배 중간 보스 역
- 서승원 : 백상호 역
- 이혜인 : 납치되어 감금당한 여고생 역
- 이지민
- 민지희
- 박하윤
- 이성주 : 불법으로 수술하는 의사 역
- 최은석
- 이채은
- 강철성
- 한영광 : 경찰 특공대 역
- 김현정
- 김재권 : 지문 감정 담당 경찰 역
- 권성현 : 여경 역 - 여경숙소 침입자를 목격한 여경
- 김선은 : 몽타주 담당 경찰 역
- 정석규 : 감청 담당 경찰 역
- 차순배 : 연쇄강도사건 관할서 경찰 역
- 김정한
- 조용재
- 반야성
- 남현주 : 은성다방 주인 역
- 송경의
- 김한준
- 이종래 : 신창수 사건 브리핑 하는 경찰 역
- 김병춘 : 히마와리(해바라기) 조직의 보스 역
- 오수연
- 오연서 : 손성옥 역 - 충주경찰학교 학생
- 신선희 : 차수경을 훈련하는 경찰학교 교관 역
- 오상원
- 김신현
- 김수빈
- 김지은
- 하지숙
- 이현
- 김도자 : 충주경찰학교 교관 역
- 김주영
- 김성훈
- 이미경
- 여재구 : 배도건을 담당했던 교도관 역
- 박진성
- 정웅진
- 허혜리
- 박승현
- 채문경
- 정진각 : 정광호의 아버지 역
- 윤주희 : 요양원의 간호사 역
- 손영순 : 정광호의 외할머니 역
- 석영식
- 김준호
- 김영선 : 이미옥 역 - 정광호에게 당한 피해자
- 전성애 : 유미향의 어머니 역 - 정광호에게 당한 피해자의 어머니
- 현숙희 : 정광호에게 당한 피해자의 가족 역
- 윤종배
- 표철환 : 남국배 역 - 택배원, 이미옥의 남편
- 조동희
- 신신범 : 어린 신일영과 신일영의 어머니에게 사진을 찍어준 남자 역
- 김경란 : 사진 찍어준 남자의 부인 역
- 남정희 : 요양원 환자 역
- 박보미
- 엄동환
- 이상희 : 여행전문가 역
- 이진화 : 납골당 관계자 역
- 김진우
- 이자옥
- 서혜진 : 장희진과 독서실에 있었던 친구 역
- 유재현 : 장희진 납치사건 현장을 통제하는 경찰 역
- 김보현 : 장희진 납치사건 현장의 청소원 역
- 한춘일 : 신일영의 집 경비원 역
- 이경환 : 국과수 관계자 역
- 지승현 : 남성식과 함께 도로통제 하는 경찰 역
- 김소원 : 신일영의 담임선생님 역
- 김동욱
- 윤미 : 간호사 역
- 조재윤 : 1억짜리 펀드해서 조사받는 경찰 역

### 특별 출연
- 정두홍 : 버팔로 역 (1회)
- 정호빈 : 한상민 역 - 차수경의 애인 (2회, 14회, 15회, 16회, 18회)
- 김성겸 : 최 반장 역 (9회, 10회, 11회)
- 김부선 : 정광호사건 피해자인 조카의 일을 얘기해주는 여자 역 (17회)
- 이일화 : 김미자 역 - 신일영과 정광호의 어머니 (20회)

## 참고 사항
- 작가진은 처음부터 심종금 역이라는 극 중 모델을 김정태가 맡길 원했고 그대로 매치시켰다.[4]
- 마동석은 절친 김정태를 통해 유철용 감독을 소개 받았으며 남성식 역은 원래 표준말과 군인 말투였으나 감독과 의논한 후 전라도 사투리와 군인 말투로 바뀌었다.[3]
- 최 반장의 에피소드(9~11회)는 드라마 《수사반장》과의 크로스오버이다. 최 반장 역은 원래 최불암을 염두에 두고 만들어졌으나 캐스팅이 무산되었다. 《수사반장》에서 최불암이 복지원에서 애 하나를 업고 뛰는 씬이 나오는데 그 아이가 조규원인 셈이다.[4]
- 16회에서 백수정이 처음 얼굴을 노출하는 장면은 촛불을 조명으로 썼다.[5]
- 영상 통화를 하는 내용이 방송되는 과정에서 특정 통신사의 영상통화 서비스명인 ‘SHOW’와 유사한 ‘SHO’란 상표가 반복 노출되어 방송위원회로부터 ‘해당 방송 프로그램의 관계자에 대한 징계’ 조치를 받았다.[6]

## OST
| #            | 제목                         | 작사            | 작곡            | 가수            | 재생 시간 |
| ------------ | ---------------------------- | --------------- | --------------- | --------------- | --------- |
| 1.           | 〈Success〉                  | 심재희, 권은경  | 최성권, 박준수  | 슈퍼주니어      | 3:26      |
| 2.           | 〈통증〉                     | 임보경, 고승진  | 고승진          | 거미            | 3:59      |
| 3.           | 〈그사람〉                   |                 |                 | 제이엠(JM)      | 4:19      |
| 4.           | 〈마지막 사랑 (Drama ver.)〉 | 조은희          | 조장혁          | 김정민          | 4:38      |
| 5.           | 〈그댈 위한 이별〉           | 김동원 [Pastel] | 김동원 [Pastel] | 이준경          | 4:22      |
| 6.           | 〈히트 (H.I.T)〉             | Kenzie          | 김정배          | 슈퍼주니어      | 3:44      |
| 7.           | 〈H.I.T. N Run〉             |                 | 박준수, 김지수  | Various Artists | 1:42      |
| 8.           | 〈Human Nature〉             |                 |                 | Various Artists | 1:59      |
| 9.           | 〈Delightful Love〉          |                 |                 | Various Artists | 2:33      |
| 10.          | 〈Instinct〉                 |                 |                 | Various Artists | 1:54      |
| 11.          | 〈Sorrowful Love〉           |                 |                 | Various Artists | 2:15      |
| 12.          | 〈Urban Shock〉              |                 |                 | Various Artists | 1:28      |
| 13.          | 〈So What〉                  |                 |                 | Various Artists | 2:52      |
| 14.          | 〈In A Heartbeat〉           |                 |                 | Various Artists | 2:23      |
| 15.          | 〈Shotgun〉                  |                 |                 | Various Artists | 2:09      |
| 16.          | 〈Stormy Day〉               |                 |                 | Various Artists | 3:08      |
| 17.          | 〈Arrest〉                   |                 |                 | Various Artists | 1:30      |
| 18.          | 〈Spies R Us〉               |                 |                 | Richard Myhill  | 2:35      |
| 총 재생 시간 | 총 재생 시간                 | 총 재생 시간    | 총 재생 시간    | 총 재생 시간    | 50:56     |